# Human Tetris
Human Tetris ist eine Band aus Moskau (Russland). Sie wurde im Jahr 2008 gegründet.

## Geschichte
Human Tetris wurde 2008 in Moskau gegründet. Der Name Human Tetris ist an eine japanische Fernsehserie angelehnt. Die vier damaligen Gründungsmitglieder – Arvid Kriger (Gesang und Gitarre), Maxim Keller (Gitarre), Maxim Zaytsev (Bass) und Sasha Kondyr (Schlagzeug) – waren befreundet und beschlossen 2008, gemeinsam Musik zu machen und die Band Human Tetris zu gründen.
Ihre erste EP erschien am 22. Oktober 2009 und trägt den Namen Human Tetris. Nur acht Monate später erschien mit Soldiers ihre zweite EP, am 3. Februar 2012 schließlich ihr erstes Album Happy Way In The Maze Of Rebirth. Darauf folgend ging die Band auf eine kleine Europa-Tournee, löste sich nach dieser Tour aber unerwartet im Jahr 2013 auf. Es folgte eine dreijährige Pause, ehe Human Tetris am 29. November 2016 mit ihrer EP River Pt. 1 wieder an die Öffentlichkeit trat. Die Band bestand seitdem aus Arvid Kriger, Maxim Zaytsev, Tonia Minaeva und Ramil Mubinov. 2016 trat die Band in Lateinamerika auf, 2017 folgte eine Tour durch Europa. Am 26. Oktober 2017 erschien die Single Pictures / Ruins, 2018 folgte das zweite Album Memorabilia. 2023 erschien das dritte Album Two Rooms.
Human Tetris ist, wie auch andere russische Post-Punk-Bands, insbesondere in Lateinamerika bekannt und spielt dort regelmäßig Konzerte.

## Diskografie
- 2009: Human Tetris (EP)
- 2010: Soldiers (EP)
- 2010: Things I Don’t Need (Single)
- 2012: Happy Way in the Maze of Rebirth (Album)
- 2016: River, Pt. 1 (EP)
- 2017: Pictures / Ruins (Single)
- 2018: Memorabilia (Album)
- 2023: Two Rooms (Album)